# 克拉斯諾達爾水庫
克拉斯諾達爾水庫是俄羅斯的水庫，由阿迪格共和國負責管轄，位於庫班河的河道上，落成於1973年，長40公里、寬15公里，面積420平方公里，平均水深6米，蓄水量2立方公里，是北高加索地區最大的水庫。